# 徐州医科大学华方学院
徐州医科大学华方学院，是徐州医科大学举办的普通全日制本科公有民办二级学院，地处徐州市云龙湖风景区。学校自2015年起不再招收新生。

## 历史
- 2002年3月，批准成立，为公有民办二级学院；
- 2015年起不再招收新生，原有学生于2015年7月转至徐州医科大学。

## 专业设置
- 麻醉学
- 临床医学
- 医学影像学（影像技术专业方向）
- 临床医学（全科医学专业方向）
- 护理学